# Городское фермерство

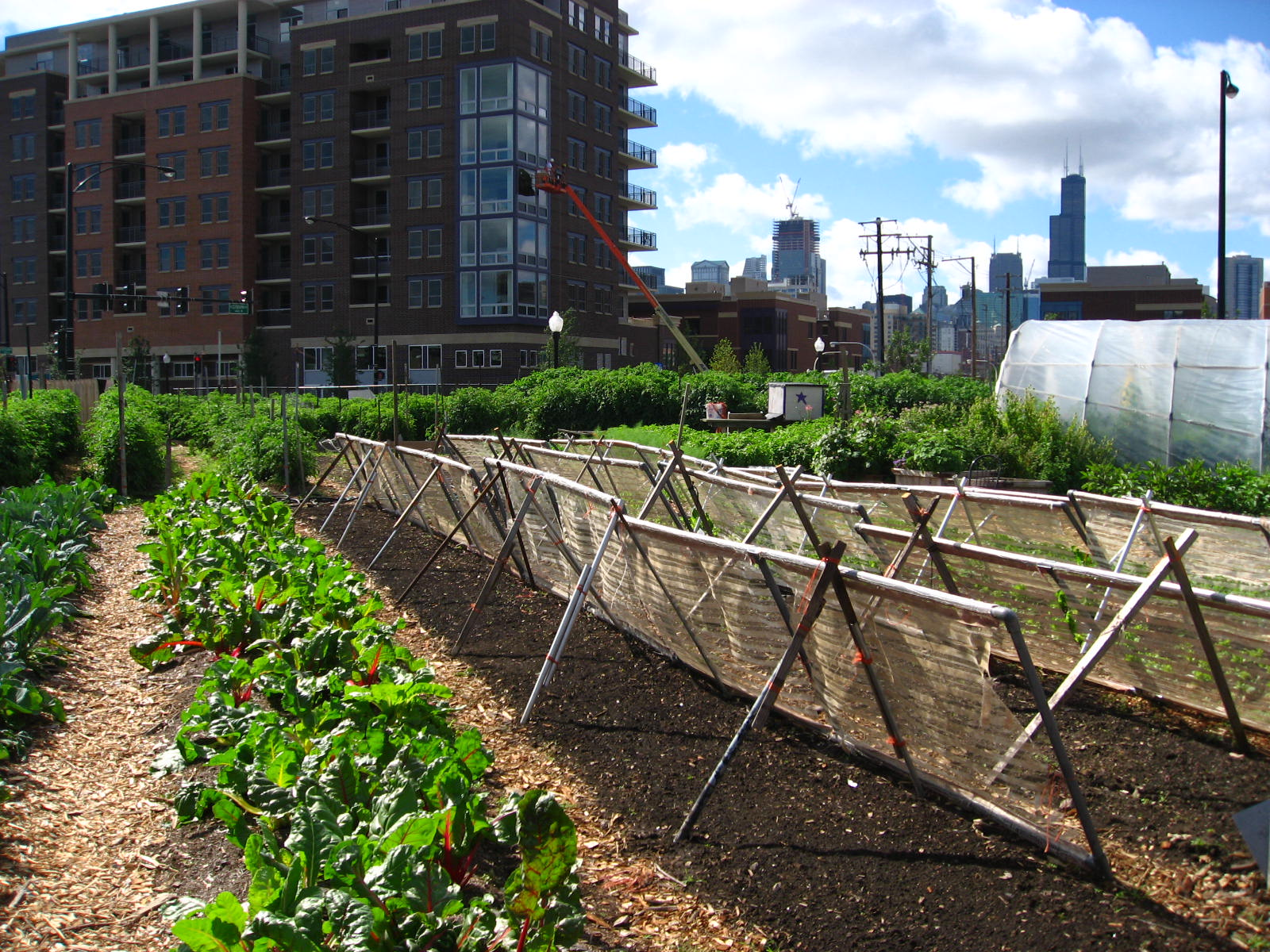
Выращивание растений в Чикаго

Городское сельское хозяйство (также городское фермерство или городское садоводство, англ. urban agriculture) — практика выращивания, переработки и распределения продуктов питания в городской местности или вокруг неё. Городское сельское хозяйство может также включать животноводство, аквакультуру, агролесоводство, городское пчеловодство и растениеводство. Эти виды сельского хозяйства могут также происходить в пригородных районах, а сельское хозяйство в этих районах более разнообразно.
Городское сельское хозяйство может отражать различные уровни экономического и социального развития. Это может быть социальное движение для производителей и жителей мегаполисов, которое (именно такого типа) чаще всего основывается локаворами. Для других мотивами для этой отрасли являются продовольственная безопасность, качество питания либо получение доходов. В любом случае, прямой доступ к свежим овощам, фруктам или мясным продуктам через городское сельское хозяйство может улучшить продовольственную безопасность и безопасность пищевых продуктов.
Название «городское сельское хозяйство» является оксюмороном, но понятие «сельское хозяйство» неразрывно и оно может развиваться в городах и иногда в мегаполисах.

## История
В полупустынные города Персии из оазисов вели акведуки, которые поставляли горную воду для выращивания растений и интенсивного производства продуктов питания. В Мачу-Пикчу вода сохранялась в ступенчатых террасах, на которых жители выращивали растения. Террасы были расположены так, что на них могла поступать вода и они в меру освещались солнцем. Вода хранилась до следующего урожая.

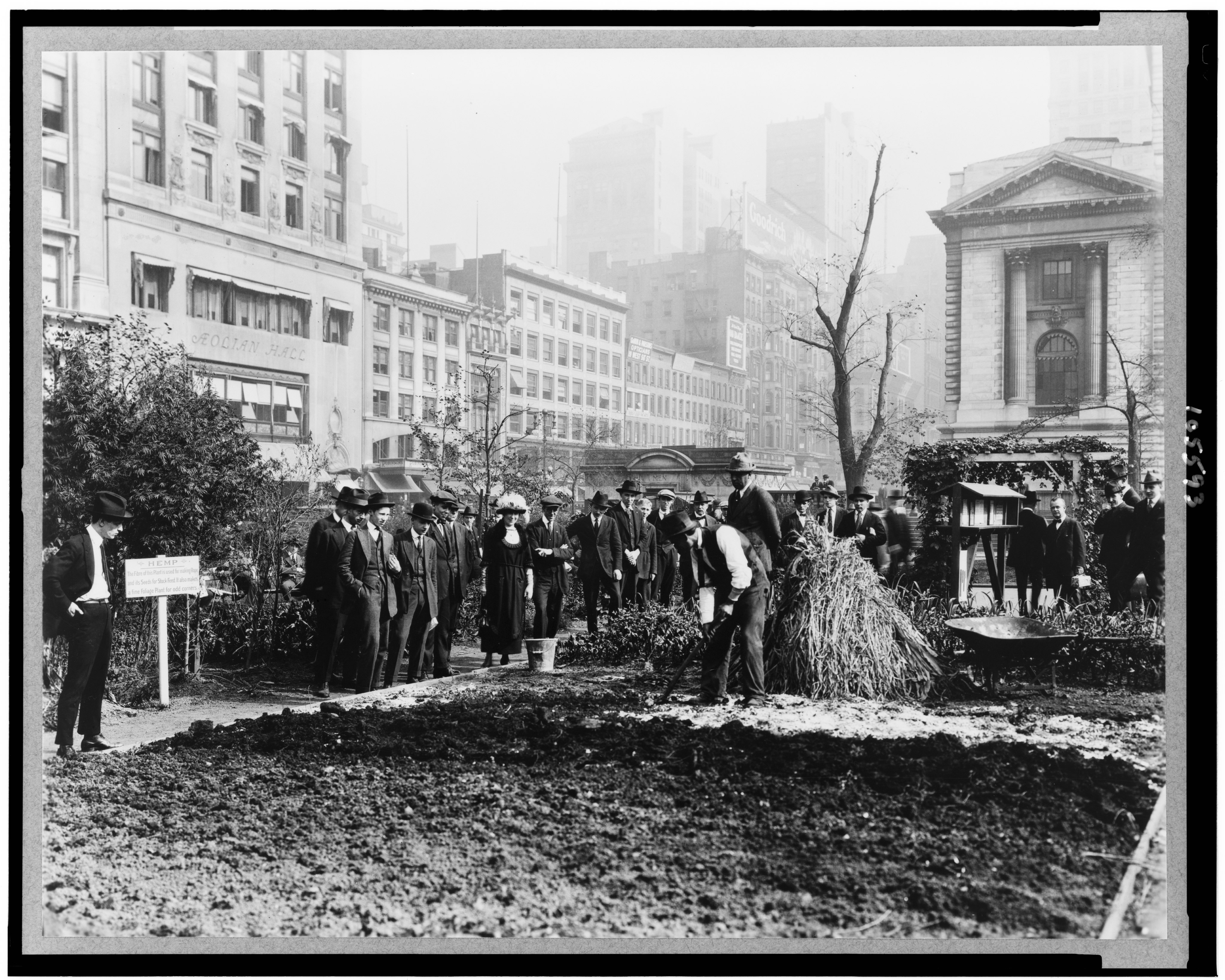
Выращивание растений в Нью-Йорке, 1922 год

Идея дополнительного производства продуктов питания в черте города и дальнего импорта не нова. Она использовалась в периоды многих войн, когда возникали проблемы с нехваткой продовольствия. Выделенные сады появились в Германии в начале XIX века по причине бедности жителей и отсутствия продовольственной безопасности. В 1893 году жителям окраины и отдалённых районов Детройта было предложено использовать любую свободную землю для выращивания овощей. Эти участки назвали «Картофельные хранилища Пингри» из-за того, что эту идею придумал мэр Детройта по имени Хейзен С. Пингри. Эта идея также предназначалась для обеспечения продовольствием всего города, получения дохода жителями и даже повышения независимости США. Во время Первой мировой войны в США, Канаде и Великобритании росли «сады победы» с овощами, фруктами и травами, которые также выполняли защитную функцию — были высокими и иногда непролазными.
Во время Первой мировой войны президент США Вудро Вильсон призвал всех американских граждан использовать любое открытое пространство для выращивания пищевых продуктов. Поскольку на большей части Европы шли боевые действия, европейцы не смогли произвести и поставить достаточное количество продовольствия в США, отчего был реализован новый план с намерением накормить США и даже предоставить покупку оставшихся растений другим странам Европы. К 1919 году на более чем 5 миллионах собрано более 5 миллионов фруктов.
Общественное садоводство в большинстве городов предоставляет людям возможность выращивать растения для производства продуктов питания и отдыха. Известным проектом общественного садоводства является P-Patch, базирующийся в Сиэтле (США). Проект «Severn» в Бристоле стартовал в 2010 году и обошёлся в 2500 фунтов стерлингов. Он производит 34 тонны продукции в год, и большую часть продаёт неблагополучным, неполным и малообеспеченным семьям.

## Городские сельскохозяйственные территории

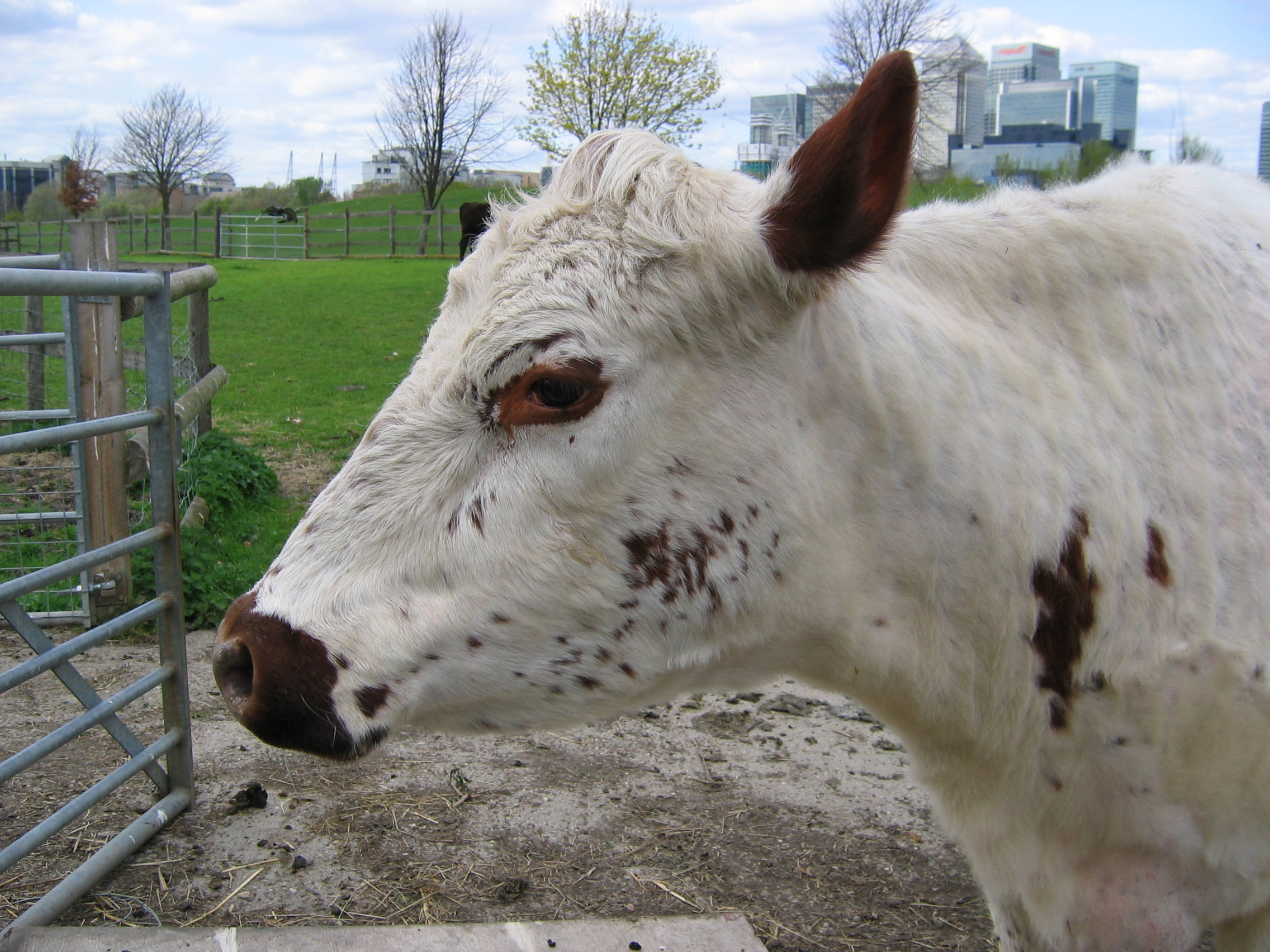
Ферма в Лондоне

Городские сельскохозяйственные территории — это сельскохозяйственные участки в городских районах, на которых люди занимаются растениеводством или животноводством. В черте города часто[уточнить] бывают садоводческие товарищества. В 1996 году, согласно отчету ООН, в мире насчитывалось более 800 миллионов человек, которые выращивают продукты питания и разводят скот в городах.
В 1960-х годах в Великобритании создано множество общественных садов под влиянием общественного движения в США. Первая городская ферма основана в 1972 году в пригороде Лондона. Там сочетались животноводство, растениеводство и садоводство. Идею подхватили в Нидерландах. В Австралии городские фермы существуют в самых больших городах. Ферма Коллингвуд в Мельбурне основана в 1979 году на дарованной земле, на которой стоял земельный участок ещё с 1838 года.
В 2010 году в Нью-Йорке разбит и открыт крупнейший в мире частный и контролируемый мэрией сад на крыше. Затем в 2012 году разбит сад покрупнее. Обе инициативы стали результатом муниципальных программ, таких как Программа снижения налогов на зеленые крыши (The Green Roof Tax Abatement Program) и «Зеленая инфраструктура» (Green Infrastructure Grant Program).

## Влияние

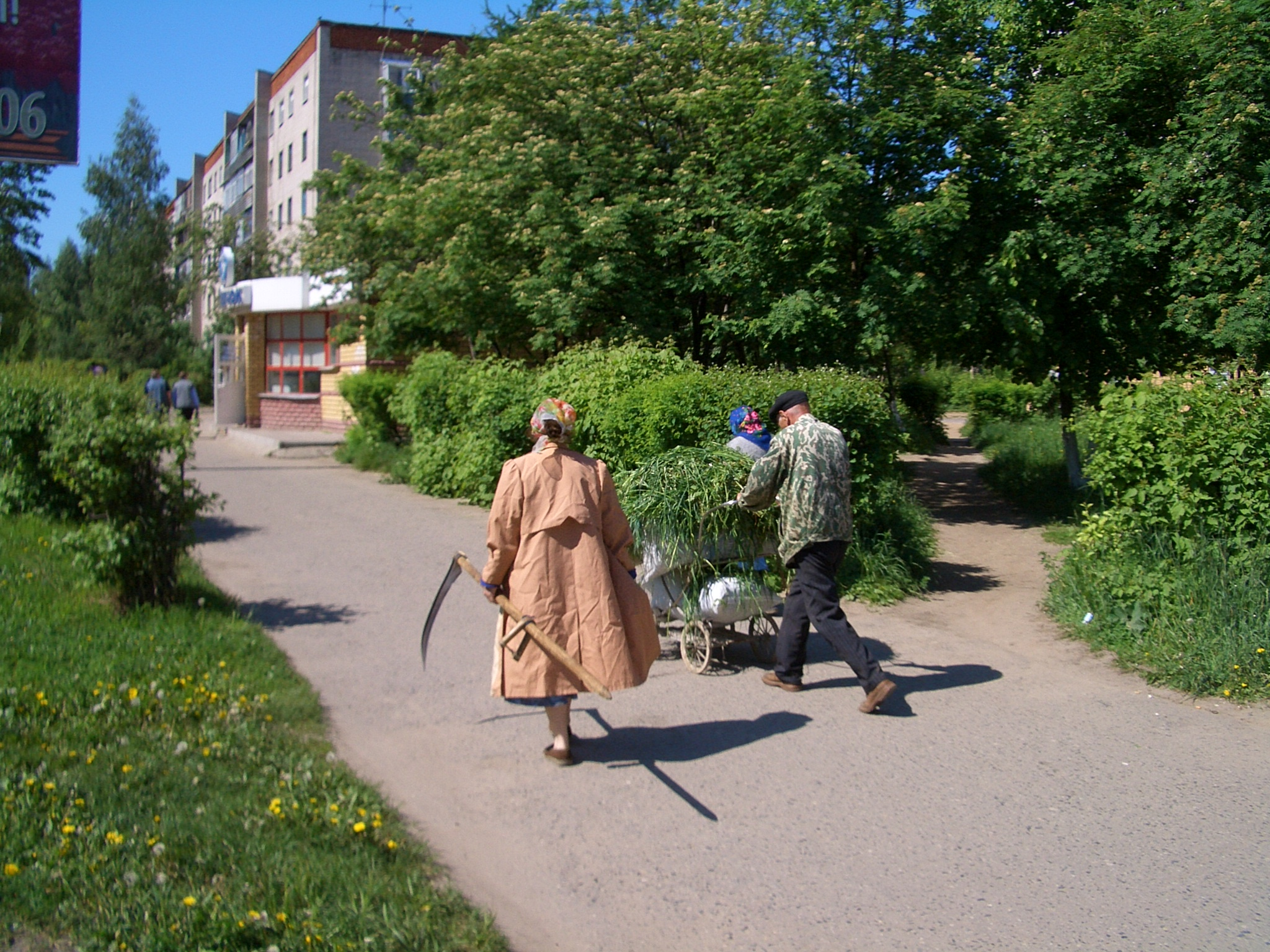
Кстово, Россия

### На экологию
Совет по сельскохозяйственной науке и технологии (CAST)[где?] исследует городское сельское хозяйство и его безопасность, чтобы предоставить жителям городов право выращивания растений и отдыха в садах:
«Городское сельское хозяйство представляет собой сложную систему, охватывающую интересы многих жителей, от людей, которые работают на фабриках и их деятельности, связанной с производством, обработкой, маркетингом, распределением и потреблением, до множества других преимуществ и услуг, которые менее широко признаны. К ним относятся отдых и досуг; экономическая жизнеспособность или дееспособность и предпринимательство, здоровье и благосостояние населения; ландшафтное благоустройство; и восстановление окружающей среды»
.

### На экономику
Городское и пригородное сельское хозяйство расширяет экономику города путём обильного производства, переработки, упаковки, а также агромаркетинга. Это приводит к увеличению предпринимательской деятельности и предотвращению безработицы, а также к сокращению расходов на перевозку питания и повышению качества товаров (стандартам продовольственной безопасности либо безопасности пищевых продуктов). Исследование цен продукции в США, выращенной на участках, показала, что продукты питания на одном земельном участке приносят доход в 200—500 долларов.
Городское сельское хозяйство может также иметь значительное влияние на эмоциональное и социальное благополучие лиц. Напрямую влияет на социальное и эмоциональное благополучие человека тот факт, что растения могут оказать влияние на здоровье человека. Зелёный цвет считается полезным для глаз. Сообщество CFSC (California Fire Safe Council) заявляет, что:
«Общественное и жилое садоводство, а также мелкое сельское хозяйство, экономят домашние деньги и ресурсы. Оно способствуют питанию продуктами без денег и других операций (размена товарами). Например, вы можете выращивать своих цыплят на городской ферме и иметь свежие яйца всего за 0,44 доллара за дюжину»
Согласно данным того же сообщества, основным занятием на более чем трети домашних мелких сельских хозяйств в городах США, является садоводство. В период с 2008 по 2013 год количество людей, работающих на городских участках (в США) увеличилось на 63 %. Количество земельных участков за 5 лет увеличилось на 2 миллиона.